# Xã Clark, Quận Tama, Iowa
Xã Clark (tiếng Anh: Clark Township) là một xã thuộc quận Tama, tiểu bang Iowa, Hoa Kỳ. Năm 2010, dân số của xã này là 1.665 người.